# Sonya McGinn
Sonya McGinn (* 17. Dezember 1973 in Howth) ist eine irische Badmintonspielerin. 

## Karriere
Sonya McGinn nahm 2000 im Dameneinzel an Olympia teil. Sie verlor dabei in Runde zwei und wurde somit 17. in der Endabrechnung. Irische Meisterin wurde sie 1993, 1998 und 2000. Bei den Irischen Meisterschaften der Junioren hatte sie zuvor 1989 zwei Titel gewonnen.

## Sportliche Erfolge
| Saison | Veranstaltung                              | Disziplin   | Platz | Name                         |
| ------ | ------------------------------------------ | ----------- | ----- | ---------------------------- |
| 1989   | Irland: Einzelmeisterschaften der Junioren | Dameneinzel | 1     | Sonya McGinn                 |
| 1989   | Irland: Einzelmeisterschaften der Junioren | Damendoppel | 1     | Sonya McGinn / Valerie Corr  |
| 1993   | Irische Meisterschaft                      | Dameneinzel | 1     | Sonya McGinn                 |
| 1993   | Irische Meisterschaft                      | Damendoppel | 1     | Sian Williams / Sonya McGinn |
| 1998   | Irische Meisterschaft                      | Dameneinzel | 1     | Sonya McGinn                 |
| 1999   | Irische Meisterschaft                      | Dameneinzel | 1     | Sonya McGinn                 |
| 1999   | Irische Meisterschaft                      | Damendoppel | 1     | Sonya McGinn / Keelin Fox    |
| 2000   | Olympia                                    | Dameneinzel | 17    | Sonya McGinn                 |
| 2000   | Irische Meisterschaft                      | Dameneinzel | 1     | Sonya McGinn                 |
| 2000   | Irische Meisterschaft                      | Damendoppel | 1     | Sonya McGinn / Keelin Fox    |